# سایه (کمیک)
سایه (به انگلیسی: The Shadow) یک شخصیت خیالی ابرقهرمانی خلق شده توسط والتر بی گیبسون در سال ۱۹۳۰ می‌باشد. به گفته باب کین، این شخصیت به همراه زورو، از منابع اصلی برای خلق شخصیت بتمن بوده است. شهرت این شخصیت بیشتر به فیلم سایه با بازی الک بالدوین در دهه ۹۰ میلادی منتهی می‌شود. همچنین در همان سال یک بازی ویدئویی برای کنسول سوپر نینتندو منتشر شد.